# Elymus nutans
Elymus nutans är en gräsart som beskrevs av August Heinrich Rudolf Grisebach. Elymus nutans ingår i släktet elmar, och familjen gräs. Inga underarter finns listade i Catalogue of Life.